# Bahariya

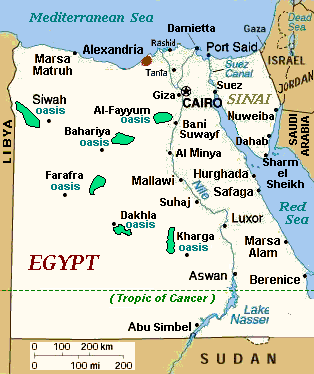
Localizzazione dell'Oasi di Bahariya

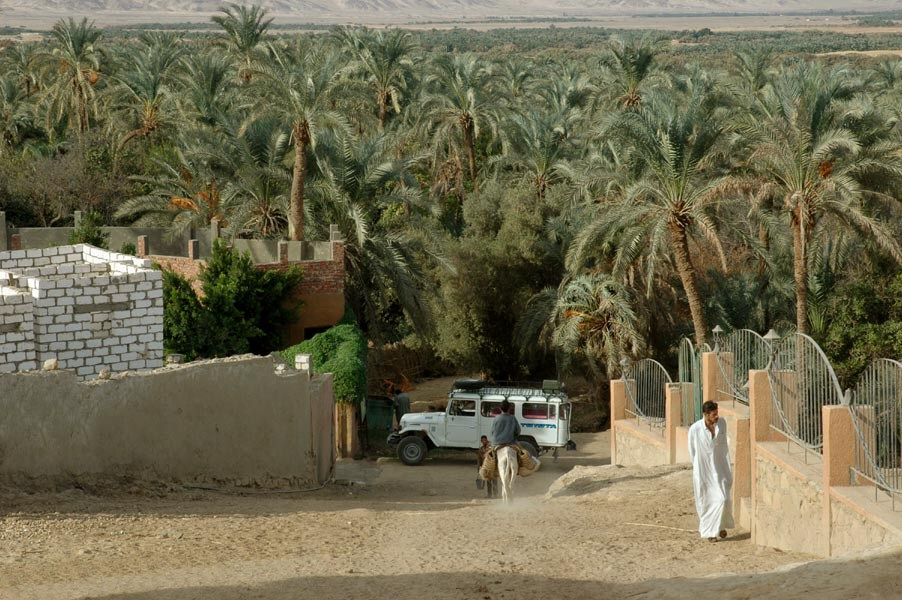
Vita tranquilla nell'oasi di Bahariya

Le Oasi di Bahariya (in arabo الواحات البحرية‎?, al-Wāḥāt al-Baḥariyya o semplicemente Bahariya, in arabo "Marina") è un insieme di oasi del Deserto occidentale in Egitto. Dista dal Cairo circa 420 chilometri, e giace in una depressione di forma ovale di circa 2000 km², circondata da monti e ricca di sorgenti. Si trova nel Governatorato di Giza, possiede un museo e i suoi prodotti agricoli prevalenti sono guava, mango, datteri e olive.

## Insediamenti
Bahariya è costituita da molti villaggi. Il maggiore è Bawiti, che ne è anche il centro amministrativo. Nelle immediate vicinanze vi è Qaṣr, villaggio gemello di Bawiti. Più a est, a circa 10 chilometri di distanza, vi sono i villaggi di Mandishah ed al-Zabu. Tra Bawiti e Mandishah vi è un villaggio più piccolo, chiamato ʿAgūz. Harrah, il villaggio più orientale, è pochi chilometri più a est di Mandishah ed al-Zabu. L'ultimo villaggio è Hiez, che però non sempre viene considerato far parte di Bahariya per via della sua grande distanza dagli altri insediamenti, circa 50 chilometri a sud di Bawiti.
L'oasi è collegata tramite strade con:
- l'Oasi di Siwa a nord-ovest;
- l'Oasi di Fayyum e la Città del Cairo a nord-est;
- l'oasi di Farāfra a sud.

## Storia
Bahariya era già abitata fin dal Paleolitico. 
Durante il Medio Regno, l'oasi fu un centro commerciale e culturale. 
Bahariya è una delle più vaste necropoli dell'antico Egitto, che risale alla dinastia tolemaica (Egitto tolemaico, 305 a.C.-30 a.C.) e all'occupazione romana. Nel 1999 sono state ufficialmente presentate le nuove scoperte effettuate nella Valle delle mummie d'oro che sono state considerate le "maggiori e più recenti scoperte archeologiche dei nostri giorni". 
Il direttore degli scavi, il dott. Zahi Hawass ha scoperto in questa località più di 10.000 mummie del I e II secolo d. C.; questi reperti sono tuttora in corso di valorizzazione. Alcune delle mummie d'oro sono state collocate in un piccolo museo. Degne di nota sono anche le tombe precristiane di Zed Amun Ef Ankh e di suo figlio Banentiu, che si trovano in un tumulo non lontano dal centro dell'oasi. I colori delle immagini e dei geroglifici si sono mantenuti particolarmente bene e non hanno nulla da invidiare a quelli delle tombe della Valle dei Re. Tra gli aspetti positivi della scoperta, l'integrità del sito, non saccheggiato e trafugato da sciacalli, e l'appartenenza delle mummie a tutti gli strati sociali.
All'interno dell'oasi di Bahariya vi sono anche i resti di un tempio dedicato ad Alessandro Magno, precisamente a Qaṣr al-Miqisba (ʿAyn al-Tibniyya). All'esterno, sull'architrave sono stati scolpiti sei cartigli con il suo nome in geroglifico e sei scene in cui Alessandro Magno incontra alcune divinità egizie. Alcuni egittologi ritengono che il condottiero macedone sia passato per Bahariya sulla via del ritorno dalla sua visita all'oracolo di Amon a Siwa. Secondo Hawass, la mummia dello stesso re macedone, forse spostata dalla sepoltura originale in Alessandria d'Egitto durante il periodo bizantino, si troverebbe tra i numerosi corpi rinvenuti nella "valle delle mummie dorate".
La località, ai tempi dell'epoca greco-romana era nota per la produzione di vino e come magazzino dell'impero ed ebbe un accrescimento demografico in età ellenistica. Sia i greci sia i romani restarono affascinati dalle pratiche religiose e dai riti funebri egizi e li adottarono. Difatti, le iscrizioni incise attestano che le tombe non erano solo di provenienza egizia, ma anche greca, nubiana e persino romana.
In quell'epoca i riti funebri subirono una profonda trasformazione, confermati dalle testimonianze dei reperti rintracciati nel sito. Era entrata in disuso l'abitudine di estrarre dal corpo le viscere conservandole poi nei vasi canopi  e anche i sarcofagi si fecero più rari. Le mummie venivano coperte con una maschera, in cartonnage, che nascondeva la testa e il petto del defunto, e anche le rappresentazioni delle divinità si diversificarono notevolmente rispetto alle ere precedenti ed appare l'innovativa raffigurazione dell'anima del defunto.
Nel Medioevo il "Paese delle Oasi", aml Wah (ricordato da numerosi storici: Yāqūt, al-Bakrī, Edrisi...), che comprendeva, oltre a Bahariya anche Dakhla, Kharga e Farafra, era governato da una dinastia berbera della tribù dei Lawata. Ancora nel 1936, Francesco Beguinot, alla voce «Siwa» dell'Enciclopedia Italiana (vol. XXXI, p. 932) riportava come berberofona la località di Manshiyat al-ʿAgūza nell'oasi di Bahariya. Oggi comunque l'oasi è interamente arabofona.

## Popolazione e cultura

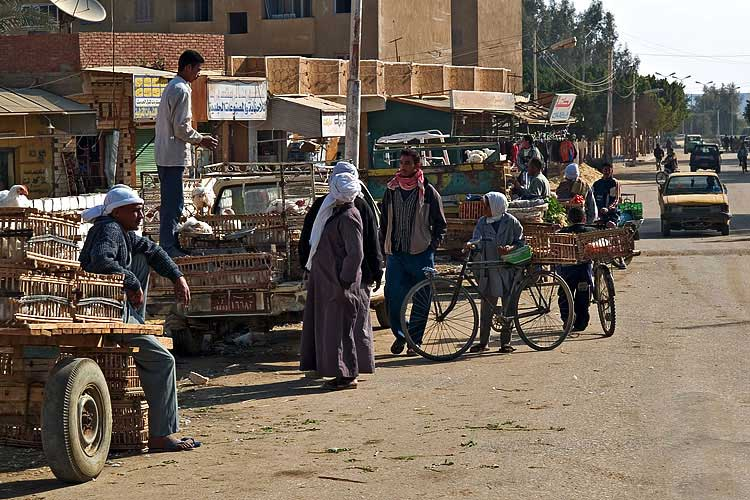
Attività lavorative a Bawiti, oasi di Bahariya

Gli abitanti dell'oasi sono detti wāḥatī (cioè "oasiti", in arabo). Essi discendono dalle popolazioni che abitavano l'oasi nell'antichità: tribù nomadi provenienti dalla Libia e dalla costa del mediterraneo, oltre ad altre popolazioni che si stabilirono nell'oasi provenendo dalla valle del Nilo. 
La maggioranza della popolazione wāḥatī è di religione islamica. Nell'oasi vi sono numerose moschee. I rapporti sociali all'interno dell'oasi sono fortemente influenzati dall'islam. 
Per la gente wāḥatī è molto importante anche la musica tradizionale. Negli incontri di società, in particolare durante le feste di matrimonio, vengono suonati flauti, tamburi e i simsimiyya (uno strumento simile all'arpa). Le canzoni tradizionali, eseguite in uno stile rustico, vengono trasmesse da una generazione all'altra, e inoltre se ne inventano anche di nuove. Oggigiorno anche la musica del Cairo o del Vicino Oriente è accessibile con facilità agli abitanti dell'oasi.

## Attività economiche
L'agricoltura rappresenta tuttora un'importante fonte di reddito, anche se oggi molti wāḥatī trovano lavoro anche nell'industria di estrazione del ferro situata nelle vicinanze dell'oasi e collegata da una linea ferroviaria con Helwan, sobborgo industriale del Cairo. 

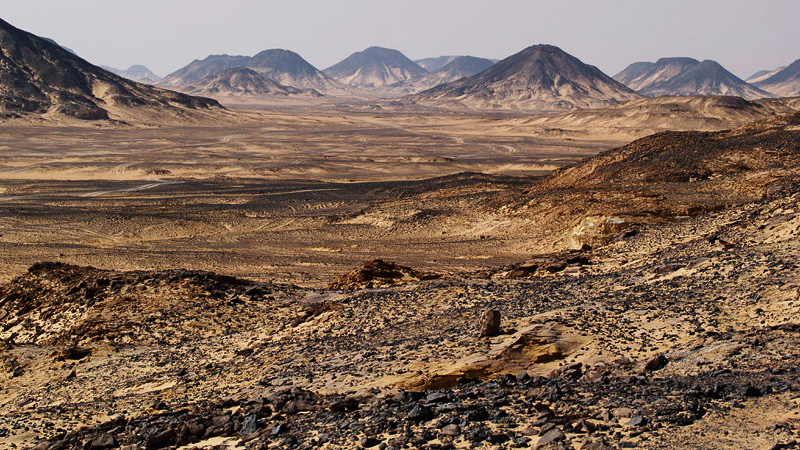
Il "Deserto Nero"
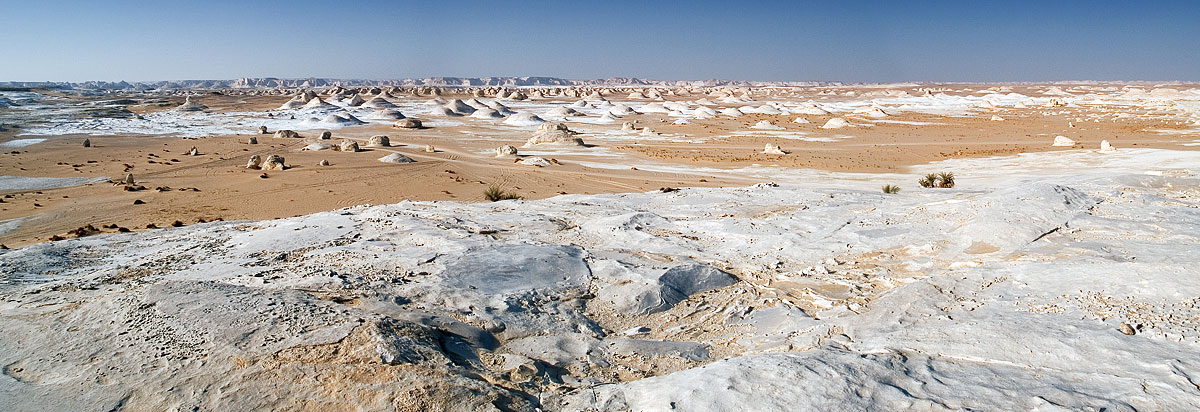
Il "Deserto Bianco"
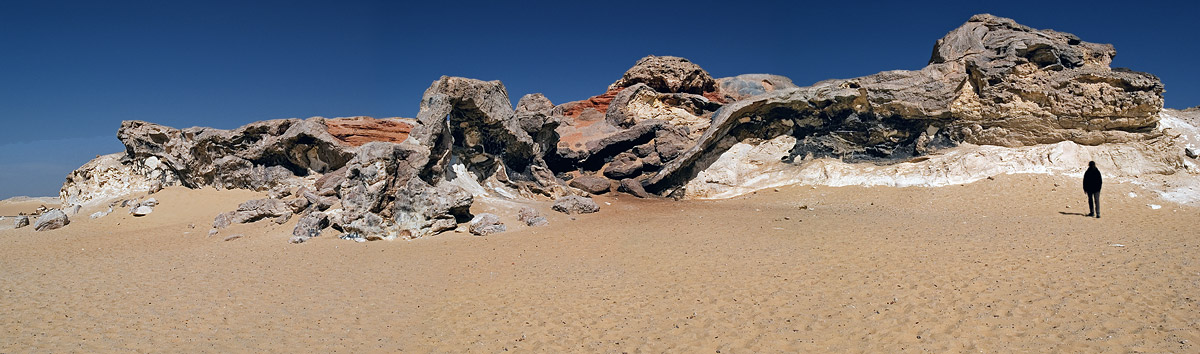
Il "Monte di Cristallo" (con rocce cristalline)
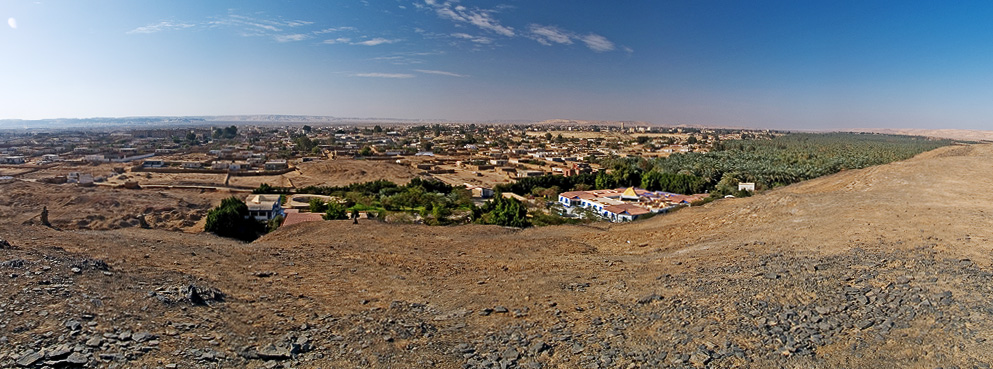
L'oasi di Bahariya vista dalla "Montagna Nera"

Recentemente nell'oasi si è registrato anche un incremento del turismo sia a motivo delle antichità (sono infatti state trovate tombe, mummie e altri manufatti), sia a causa della bellezza dei deserti circostanti. Guide wāḥatī e forestiere si pongono alla guida di avventurosi giri turistici nel deserto, con partenza da Bahariya in direzione dei deserti circostanti, quello bianco (al-Ṣaḥrāʾ al-Bayḍa) e quello nero (al-Ṣaḥrāʾ al-Sawdāʾ), e qualche volta in direzione di Siwa o delle oasi meridionali. Il turismo è una nuova e importante fonte di reddito per i locali, e ha fatto conoscere l'oasi ad un pubblico internazionale.

## Al giorno d'oggi
L'oasi ha subito grandi cambiamenti negli ultimi 30 anni, dopo che venne completata, nei primi anni settanta, una strada asfaltata che collegava Bahariya al Cairo. Insieme alla nuova strada arrivarono anche la corrente elettrica, le auto, la televisione, il telefono e un accesso più agevole alla capitale. Il flusso di popolazione e di idee tra Bahariya e il Cairo è aumentato in maniera spettacolare dopo la costruzione della strada. La stessa lingua dei wāḥatī si è trasformata, modificata a causa dell'impatto della televisione e delle canzoni in cui predomina il dialetto del Cairo.